# Le Vernet, Ariège
Le Vernet là một xã ở tỉnh Ariège, thuộc vùng Occitanie ở phía tây nam nước Pháp.